# Abigail Hargrove
Abigail Hargrove (3 de febrero de 1999, en Dallas, Texas, Estados Unidos) es una actriz conocida principalmente por su rol en la película dirigida por Marc Forster, Guerra Mundial Z.

## Filmografía

### Cine
| Año  | Título           | Papel       | Notas |
| ---- | ---------------- | ----------- | ----- |
| 2013 | Guerra Mundial Z | Rachel Lane |       |

### Cortometrajes
| Año  | Título               | Papel           | Notas |
| ---- | -------------------- | --------------- | ----- |
| 2013 | The Firebird         | Kylie           |       |
| 2009 | The Butterfly Circus | Sideshow Patron |       |

### TV
| Año  | Título                         | Papel      | Notas |
| ---- | ------------------------------ | ---------- | ----- |
| 2014 | Fashionably Nerdy Geek Chic TV | Ella Misma |       |
| 2013 | Studio 3 Hollywood Up Close    | Ella Misma |       |
| 2013 | Teens Wanna Know               | Ella Misma |       |
| 2012 | On the Spot Interviews         | Ella Misma |       |
| 2012 | TinaQ's Celebrity Interviews   | Ella Misma |       |
| 2011 | Q N' A with Mikki and Shay     | Ella Misma |       |
| 2003 | MKP Celebrity Talk "           | Ella Misma |       |

- Datos: Q21206803